# Pranckietis
Pranckietis ist ein litauischer männlicher Familienname.

## Ableitung
Der Familienname ist abgeleitet vom Familiennamen Pranckus.

## Weibliche Formen
- Pranckietytė (ledig)
- Pranckietienė (verheiratet)

## Namensträger
- Viktoras Pranckietis (* 1958), Gartenbauwissenschaftler, Professor,  Politiker, Seimas-Mitglied
- Vincas Algirdas Pranckietis  (1923–2016), Priester und Ehrenbürger von Jonava